# 2018년 인도 모래폭풍
2018년 인도 모래폭풍은 2018년 5월 2일부터 3일에 걸쳐 인도 북부 라자스탄 주와 우타르프라데시 주 일대에서 발생한 강력한 모래폭풍이다. 이 모래폭풍으로 현재까지 총 110명 이상의 사망자가 나왔고 200여명의 부상자가 발생하였다. 당국은 예년에 비해 이번 모래폭풍은 강한 바람으로 많은 파편을 날려 건물과 주택에 심각한 피해를 주었고, 사람들이 자고 있는 야심한 시간대에 발생하여 건물 붕괴로 인한 사상자가 많았다고 밝혔다.